# Mistrovství světa ve vodním slalomu 2006
Mistrovství světa ve vodním slalomu 2006 se uskutečnilo v Praze pod záštitou Mezinárodní kanoistické federace. Jednalo se o 30. mistrovství světa ve vodním slalomu.

## Muži

### Kánoe
| Závod       | Zlato                                                                                                | Body   | Stříbro                                                                                       | Body   | Bronz | Body   |
| C1          | Tony Estanguet (FRA)                                                                                 | 207.69 | Michal Martikán (SVK)                                                                         | 209.00 | Stanislav Ježek (CZE)                                                                                    | 211.01 |
| C1 družstvo | Německo Stefan Pfannmöller Nico Bettge Jan Benzien                                                   | 233.24 | Česko Tomáš Indruch Jan Mašek Stanislav Ježek                                                 | 237.68 | Spojené království David Florence Stuart McIntosh Daniel Goddard                                         | 245.51 |
| C2          | Česko Jaroslav Volf Ondřej Štěpánek                                                                  | 224.67 | Německo Marcus Becker Stefan Henze                                                            | 226.86 | Slovensko Pavol Hochschorner Peter Hochschorner                                                          | 229.84 |
| C2 družstvo | Česko Marek Jiras a Tomáš Máder Jaroslav Volf a Ondřej Štěpánek Jaroslav Pospíšil a Jaroslav Pollert | 253.90 | Německo Marcus Becker a Stefan Henze Felix Michel a Sebastian Piersig Kay Simon a Robby Simon | 261.90 | Slovensko Pavol Hochschorner a Peter Hochschorner Milan Kubáň a Marián Olejník Ľuboš Šoška a Peter Šoška | 269.93 |

### Kajak
| Závod       | Zlato                                             | Body          | Stříbro                                                | Body   | Bronz                                                     | Body   |
| K1          | Stefano Cipressi (ITA) Julien Billaut (FRA)       | 202.02 204.49 | -                                                      |        | Campbell Walsh (GBR)                                      | 204.78 |
| K1 družstvo | Francie Fabien Lefèvre Julien Billaut Boris Neveu | 223.51        | Itálie Daniele Molmenti Stefano Cipressi Diego Paolini | 229.52 | Polsko Grzegorz Polaczyk Mateusz Polaczyk Dariusz Popiela | 230.72 |

## Ženy

### Kajak
| Závod       | Zlato                                                      | Body   | Stříbro                                                   | Body   | Bronz                                                            | Body   |
| K1          | Jana Dukátová (SVK)                                        | 224.09 | Fiona Pennieová (GBR)                                     | 227.41 | Jennifer Bongardtová (GER)                                       | 229.29 |
| K1 družstvo | Francie Mathilde Picheryová Émilie Ferová Marie Gaspardová | 264.87 | Česko Štěpánka Hilgertová Irena Pavelková Marie Řihošková | 265.88 | Německo Jennifer Bongardtová Claudia Bärová Jasmin Schornbergová | 268.85 |

## Medailové pořadí zemí
| Pořadí | Země               | Zlato | Stříbro | Bronz | Celkem |
| ------ | ------------------ | ----- | ------- | ----- | ------ |
| 1      | Francie            | 4     | 0       | 0     | 4      |
| 2      | Česko              | 2     | 2       | 1     | 5      |
| 3      | Německo            | 1     | 2       | 2     | 5      |
| 4      | Slovensko          | 1     | 1       | 2     | 4      |
| 5      | Itálie             | 1     | 1       | 0     | 2      |
| 6      | Spojené království | 0     | 1       | 2     | 3      |
| 7      | Polsko             | 0     | 0       | 1     | 1      |
| Celkem | Celkem             | 9     | 7       | 8     | 24     |